# Герб Воткинска
Герб города Воткинска — опознавательно-правовой знак, составленный в соответствии с геральдическими правилами и являющийся основным символом местного самоуправления и городского статуса. 
Герб принят решением Воткинской городской Думы  в 2006 году, зарегистрирован в Государственном геральдическом регистре Российской Федерации под № 2256.

## Описание и обоснование символики
Геральдическое описание (блазон) гласит:
В рассеченном лазоревом и червлёном поле серебряный якорь с золотым лавровым венком вместо кольца и с развевающимся канатом в виде витого шнура чёрного, золотого и серебряного цветов, сопровождаемый слева золотым кларионом, а справа таковым же наконечником гарпуна с червлёным, пламенеющим золотом отверстием во втулке. Щит увенчан муниципальной короной установленного образца
Герб создан Уральской геральдической ассоциацией.
Изображение якоря с лавровым венком вместо кольца служит указанием на их производство, составившее славу города в прошлом. Канат чёно-злато-серебряного цвета введен как память о якоре, выкованном при участии будущего императора Александра II. Изображение клариона символизирует рождение в городе Петра Ильича Чайковского, а наконечник гарпуна — производство ракет.

## История
До официального принятия герба выпускались значки с неофициальными геральдическими эмблемами. В ходе обсуждения нового герба было предложено несколько проектов. Ижевский краевед и историк Е. Ф. Шумилов в 1996 году предложил взять за основу будущего герба композицию с двумя гномами, изображённую на юбилейном чугунном блюде, выпущенном в честь 125-летия (1887) передачи Воткинского завода в казну (1763). Этот проект был доработан сотрудником Союза геральдистов России Робертом Маланичевым, но в итоге идея не была принята. Также властями Воткинска рассматривался проект герба с единорогом, который взят из герба Шуваловых.
Современный герб утверждён Решением Воткинской городской Думы от 26 апреля 2006 года №78.

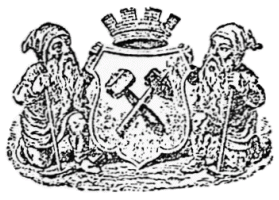
Герб Воткинского завода, 1875 год.
Одна из геральдических эмблем города, изображавшихся на значках (1979 год)
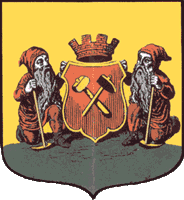
Проект герба 2005 года
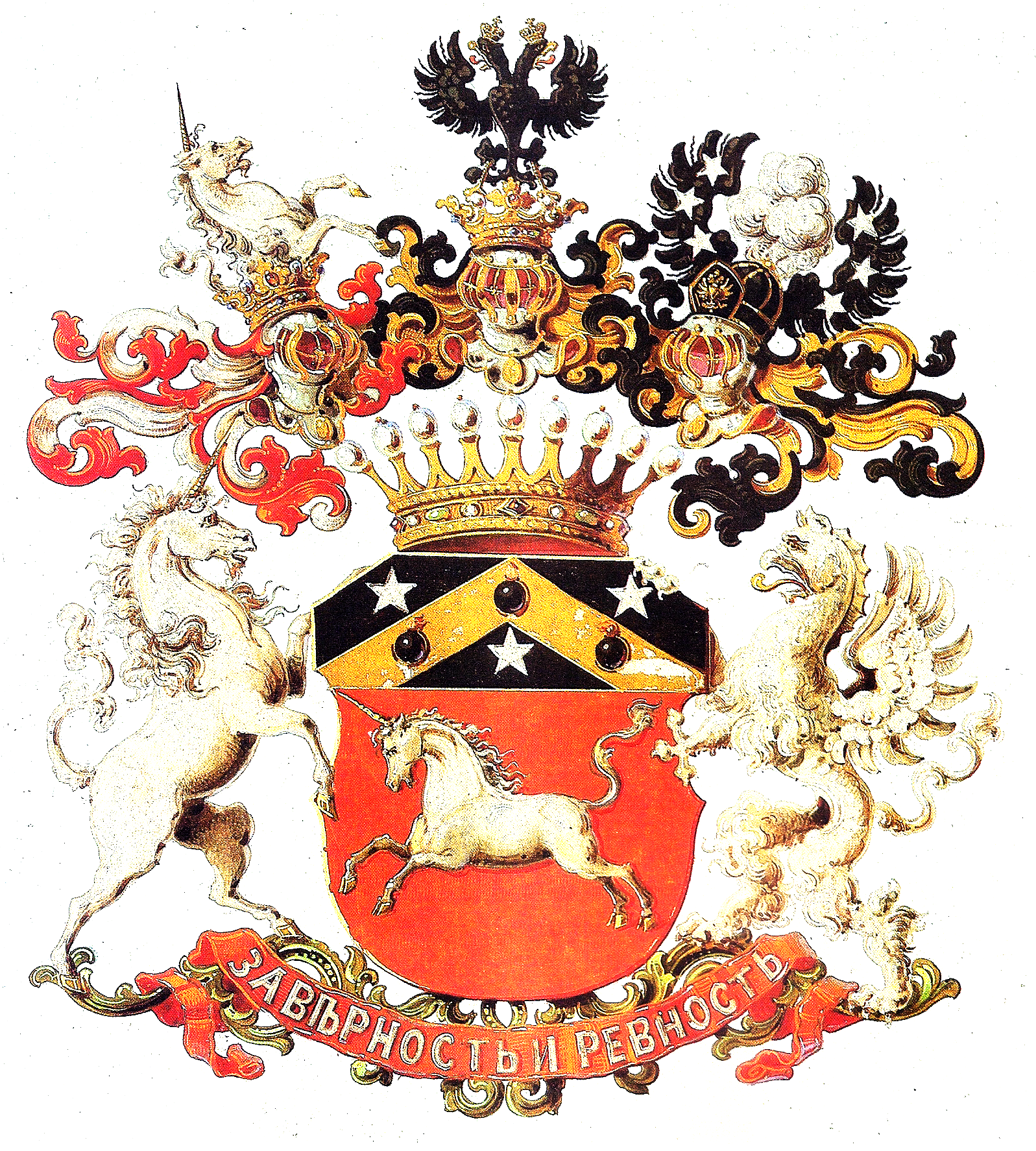
Герб Шуваловых